# 安·维尼曼
安·玛格丽特·维尼曼（Ann Margaret Veneman，1949年6月29日—，加利福尼亚州莫德斯托），美国政治家，美国共和党成员，曾任美国农业部长（2001年-2005年），联合国儿童基金会执行主任（2005年至2010年）。维尼曼是第一位担任美国农业部长的女性。
2024年10月23日，维尼曼宣佈支持賀錦麗競選2024年美國總統選舉，她認為「特朗普目前的關稅提案對美國農村地區來說是危險的」，而賀錦麗則擁有「幫助美國農業和農村蓬勃發展所需的領導力」